# HIV/AIDS의 진단
HIV 검사는 AIDS (Acquired Inmmunodeficiency syndrome)의 원인 바이러스인 인간면역결핍 바이러스(HIV)가 현재 혈청, 침, 소변에 존재하는지 여부를 확인하기 위해 사용되는 진단법이다. 이러한 진단법은 항체, 항원, RNA를 통해 감지된다.

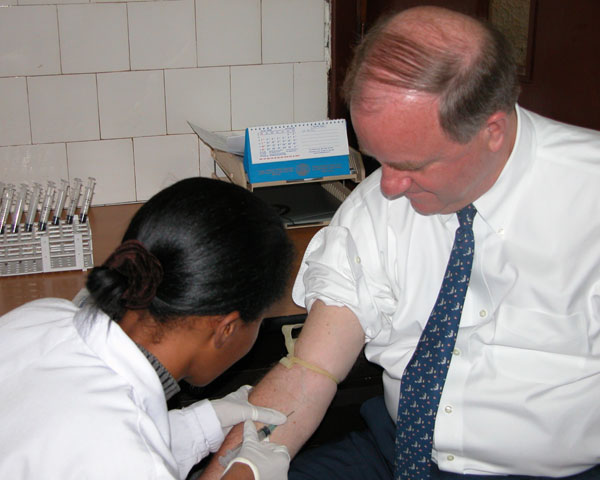
전 미국 국제 AIDS 책임자인 Randall L. Tobias가 HIV검사를 받는 것에 대한 부정적인 인식을 없애기 위하여 에티오피아에서 공식적으로 HIV 검사를 받고 있다.

## 용어
미검출기(window period)는 감염이 된 후 어떠한 변화를 검사로 감지할 수 있기 전까진의 기간이다. HIV-1 항체 검사의 평균 미검출 기간은 B형을 기준으로 25일이다. 향체 검사는 미검출기를 대략 16일로 줄이고 핵산 검사(NAT, Nucleic Acid Testing)는 미검출기를 12일로 감소시킨다.
의료진단의 성능은 주로 다음의 개념을 통해 설명된다:
- 민감도(sensitivity): HIV가 존재할 때 검사 결과가 양성으로 나올 확률
- 특이도(specificity): HIV가 존재하지 않을 때 검사 결과가 음성으로 나올 확률

모든 진단 검사에는 한계가 있으며, 종종 오류가 있거나 의문이 가는 결과를 만들어내기도 한다.
- 위양성(False positive): 감염되지 않은 사람에 대해 검사 결과가 양성으로 잘못 나오는 경우
- 위음성(False negative): 감염된 사람에 대해 검사 결과가 음성으로 잘못 나오는 경우

비특이적인 반응과 고감마글로불린혈증(hypergammaglobulinemia), 또는 HIV와 항원성이 비슷할 수도 있는 감염원에 대한 항체의 존재 등이 위양성 결과를 만들어낼 수 있다. 전신 홍반성 루푸스(systemic lupus erythematosus)와 같은 자가면역질환 또한 드물게 위양성 결과를 만들어낸다. 또한 전형적인 항체 검사를 이용할 경우 HIV에 대한 항체의 느린 생성으로 인해 미검출기(window period)에 위음성 결과가 나타날 확률이 높다.

## 원리

### 기증된 혈액 및 세포 검사
기증된 혈액과 조직을 선별하기 위해 선택된 검사는 HIV가 있는 경우 검출될 것이라는 높은 신뢰도를 제공해야한다 (즉, 높은 민감도가 필요함). 항체, 항원 및 핵산 검사의 조합이 서구 국가의 혈액 은행에 의해 사용된다. 2000년, 세계 보건기구(WHO)는 부적절한 혈액 검사로 인해 전 세계적으로 백만 명의 새로운 HIV 감염이 발생했다고 추정했다.
미국의 경우, 식품의약국은 기증된 모든 혈액에 항체 검사(EIA)와 신속 핵산 검사(NAT)를 조합하여 HIV-1과 HIV-2를 포함한 여러 전염성 질병에 대해 검사를 실시할 것을 요구했다. 이러한 진단 검사는 세심한 기증자 선택과 관련이 있다. 2001년에 미국에서 수혈로 인한 HIV 감염 위험은 매 수 혈당 약 250 만분의 1이었다.

### HIV감염의 진단
개개인의 HIV 감염을 진단하는 데 사용되는 검사에는 높은 수준의 민감도와 특이도가 필요하다. 미국에서는 HIV 항체에 대한 두 가지 검사를 결합한 알고리즘을 사용하여 이를 수행한다. 초기 ELISA 기반 검사로 항체가 검출되면 웨스턴 블롯을 사용한 두 번째 검사에서 검사키트의 항원과 항체의 결합 양을 결정한다. 이 두 가지 방법의 조합은 매우 정확하다.

### 인간 권리
UNAIDS/WHO의 HIV 검사 정책 성명에서는, 사람들이 HIV 검사를 받을 수 있는 상황은 윤리적 원칙에 합당한 대가를 치르는 인권 접근법에 따라 결정되어야 한다고 명시하고 있다. 이러한 원칙에 따라 개개인에 대한 HIV 검사는 다음에 따라 수행되어야 한다
- 기밀로 수행되어야 함.
- 상담이 수반됨(양성으로 판정된 사람의 경우).
- 검사 대상자의 사전 동의 하에 수행됨.

### 기밀성
HIV에 감염된 사람들의 성파트너에게 바이러스에 감염될 위험이 있음을 알리는 의료 서비스 제공자의 윤리적 의무는 상당한 논란이 있다. 일부 관할지역에서는 그러한 공개를 허용하고 다른 관할지역에서는 허용하지 않는다. 점점 더 많은 정부 지원 검사 사이트에서 기밀 검사 형식을 사용하고 있다. 이를 통해 양성 검사 결과에 숫자가 추가되는 익명 검사에 비해 감염된 개개인을 쉽게 모니터링할 수 있다. 개인 정보 보호 문제에 대한 논란이 존재한다.
개발도상국에서 가정 기반 HIV 검사 및 상담(HBHTC)은 기밀성 문제를 해결하기 위한 새로운 접근 방식이다. HBHTC를 사용하면 개인, 부부 및 가족이 가정 환경으로 인한 편리함과 개인 정보 보호 측면에서 HIV 상태를 알 수 있다. 신속한 HIV 검사가 가장 자주 사용되므로 15~30분 이내에 고객에게 결과를 제공할 수 있다. 또한 HIV 양성 결과가 전달되면 HTC 공급자는 예방, 관리 및 치료를 위한 적절한 연결을 제공할 수 있다.

### 정기 검사 권장사항
미국에서 새롭게 부상하고 있는 관리 표준 중 하나는 모든 의료 환경에서 모든 환자의 HIV 검사를 실시하는 것이다. 2006년, 질병통제센터는 의료 상담을 받는 동안 13~64세의 모든 미국인을 대상으로 자발적이고 일상적인 검사를 실시하기 위한 계획을 발표했다. 감염된 환자의 약 25%가 자신의 상태를 모르고 있었다. 이 노력이 성공한다면 연간 30%의 새로운 감염이 줄어들 것으로 기대된다. CDC는 광범위한 정기 검사의 장벽으로 서면 동의 또는 광범위한 사전 검사 상담에 대한 요구 사항을 제거할 것을 권장한다.
2006년, 전국 지역사회 보건 센터 협회는 일상적인 1차 의료 및 치과 진료 기간 동안 13세에서 64세 사이의 모든 환자에게 무료로 신속한 HIV 검사를 제공하는 모델을 구현했다. 이 프로그램은 검사 속도를 높였으며, 연구에 참여한 17,237명의 환자 중 66%가 검사에 동의했다(56%가 처음으로 검사되었다). 2010년 9월, 뉴욕은 병원과 1차 진료 제공업체가 13세에서 64세 사이의 모든 환자에게 HIV 검사를 제공하도록 첫 번째 주가 되었다. 법의 영향을 평가한 결과, 주 전체에서 검사를 대폭 늘렸다.

## 검사실 진단법

### 혈청학적 선별검사
혈청학적 선별검사는 항체검사와 항원검사로 나뉜다. 항체검사는 효소면역법(EIA)을 이용하여 HIV-1과 HIV-2에 대한 항체를 검사하는 방법이다. 효소면역검사법(EIA)에 양성인 경우 Western blot법으로 확인검사를 시행하게 된다.
항원검사는 혈청에서 HIV p24항원을 검출하는 방법으로, 항체 형성 전인 초기 HIV 감염 진단에 유용하다.

### 웨스턴 블랏
HIV에 대한 항체 확인에 가장 흔히 쓰이는 확인검사법으로, HIV 항원을 니트로셀루로즈 막의 위에서 아래로 분리한다. 분리되는 순서는 gp160, gp120, p66, p51, gp41, p31, p24, p17, p15 순이다. 여러 HIV 항원과 검체 내 항체의 반응을 보는 것으로, 검출된 양성 밴드를 통해 항체의 존재를 확인한다. p24, gp41, gp120/160 항원 중 최소 2개 이상의 항원에 대한 반응이 있을 때 양성으로 판정된다.

### 핵산증폭법
env, gag, pol 유전자에 특이적인 시발체로 바이러스 핵산을 증폭하는 방법이다. RT-PCR법을 이용한 HIV RNA 검사법은 98% 이상의 민감도를 나타내어 미량의 바이러스도 검출, 정량이 가능하다.

## 항체검사
HIV 항체검사는 특히 성인의 정기 검사를 위해 사용된다.

### 잠복기 (Window period, 윈도 피리어드, 항체 미형성기간)
HIV 바이러스 감염 후 검사에서 검출될 수 있는 항체가 생성되는 혈전전환이 되기까지 3주에서 6개월 정도 걸리는데 이를 잠복기(항체 미형성기간, 윈도 피리어드)라 한다. 이러한 잠복기 때문에 항체 검사는 HIV 바이러스가 체내에 있음에도 항체가 나오지 않는 위음성이 나타날 수 있다.
대부분의 사람들은 감염 후 30일 이후 검출될 수 있는 양의 항체를 생산하지만, 일부 혈전전환이 늦기도 있다. 대부분은 (97%) HIV 감염 후 3개월 내 항체 검출이 가능하다. 최근 항체 검사 기법에서 6개월간의 잠복기는 매우 드문 케이스다. 잠복기에 감염된 사람은 항체 검사에서 음성으로 나오더라도 타인에게 HIV 바이러스를 감염시킬 수 있다. 잠복기에 항레트로바이러스 치료를 할 경우 항체 형성이 지연되고, 잠복기가 12개월 이상 길어질 수 있다. HIV 노출후 예방요법(PEP) 중인 환자의 경우, 28일 간의 치료 후 기간 별로 여러번 ELISA 검사를 해야 하고, 경우에 따라 6개월 잠복기 이후 검사를 받는다. X 염색체 연관 질병인 무감마글로불린혈증 환자의 경우도 항체 검사에서 위음성이 나올 수 있다. 이러한 환자들에게는 다른 방식의 진단 검사가 사용되어야 한다.
보건 의료 전문가들에서 세 건의 HIV 혈청전환 지연이 보고되었다. 이 사례들에서 보건의료 전문가들은 HIV 항체에 대해 노출 후 6개월이 지났음에도 음성으로 판명되었지만 노출 12개월 후 한 검사에서 혈청학적 양성으로 전환되었다. 한 사례는 DNA 염기서열을 통해 감염의 원인을 확인했다.나머지 두 사례의 혈청전환 지연은 C형 간염 바이러스(HCV)의 동시 간염과 연관돼 있다. 이 두 사례 중 하나는 동시 간염이 HCV의 치명적인 급성 진행과 연계되었다. 그러나 HCV 간염이 직접적으로 HIV의 감염에 영향을 미치거나 다른 질병 노출과 관련된 요인에 대한 표지가 된다는 것은 알려진 바 없다.

### ELISA
효소의 항원 항체 반응을 이용한 효소면역측정법인 ELISA(The enzyme-linked immunosorbent assay) 또는 EIA(enzyme immunoassay)는 최초로 HIV 검사에 보편적으로 쓰인 방식이다. 이 방식은 매우 민감도가 높다.
ELISA 테스트를 위해 혈청을 추출하여 400배 희석한 뒤 HIV 항원이 부착된 플레이트에 도말한다. 만약 혈청에 HIV 바이러스에 대한 항체가 있을 경우, 혈청 내 항체는 HIV 항원과 결합한다.  이후 혈청의 다른 성분을 제거하기 위해 플레이트를 세척한다. 이후 특이적으로 사람의 항체와 결합하는 '이차 항체'를 도말한 후 역시 세척한다. 이차 항체는 효소와 미리 화학적으로 결합된 상태이다. 그러므로 플레이트는 이차 항체와 결합한 양 만큼 효소를 포함하게 된다. 효소의 기질이 도말되면 촉매 작용에 의해 색변화나 형광이 나타나게 된다. ELISA 결과는 숫자로 나타날 수 있다. 이 방식에서 가장 논쟁이 될 만한 부분은 양성과 음성을 구별하는 'cut-off' 지점을 결정하는 것이다.

### ELISA dongle (ELISA 스마트폰 연결장치)
Columbia 대학 연구진들이 HIV와 매독 진단용 ELISA 테스트가 가능한 ELISA 동글을 만들었다. 이 장치는 모든 기종의 스마트폰 및 컴퓨터와 추가적인 지원이나 배터리 전원 없이 호환 가능하고,  피 한방울을 분석해 진단하는데 단 15분 정도 소요된다. 이 장치의 생산비용은 약 34달러이다.

### 웨스턴 블랏
ELISA와 비슷하게 웨스턴 블랏은 항체를 감지하는 원리의 검사법이다. 하지만 바이러스성 단백질을 분리해 고정해야 한다는 점에서 ELISA와 다르다. 연속적인 실험 과정을 거치면, 특정 HIV 단백질과 결합하는 혈청 내 항체가 시각화된다.
구체적으로 HIV 감염이 되었을 것으로 생각되는 세포 내 단백질을 전류가 흐르는 겔 슬래브에 넣는다.  서로 다른 단백질 조각들은 각 단백질의 전하량이 라우릴 황산나트륨 등 계면활성제에 의해 같아질때까지 각 단백질의 크기에 따라 다른속도로 움직인다. 일부 상업용 웨스턴 블롯 키트는 셀룰로오스 아세테이트 스트립 안에 HIV 단백질을 포함한 경우도 있다. 단백질을 분리하면, 희석된 혈청을 도말하고, 혈청 내 항체가 HIV 단백질과 결합하는 ELISA와 비슷한 과정을 진행한다. 사람의 희석된 혈청을 막에 도말하고 혈청 내 항체가 HIV 바이러스 단백질에 부착된다. 결합하지 못한 항체는 씻겨지고, 사람의 항체와 결합이 가능한 효소 연결된 항체를 통해 어떤 HIV 단백질에 대한 항체를 보유했는지 알 수 있다.
웨스턴 블롯 테스트를 해석하는 보편적인 기준은 없다. 바이러스 밴드의 수는 다양하게 나타날 수 있다. 만약 바이러스 밴드 수가 나오지 않는다면, 이는 음성을 나타낸다. 만약 GAG, POL, ENV 유전자 산물에 대한 바이러스 밴드가 각각 한개 이상 나온다면, 이는 양성으로 볼 수 있다. GAG, POL, ENV  세 유전자 산물을 통해 웨스턴 블롯을 해석하는 접근법은 공중 보건이나 임상 실습 상 채택되어 온 방법은 아니다. 요구되는 바이러스 단백질 밴드 수보다 적은 수의 밴드가 나온 검사 결과는 판독불능으로 본다. 판독불능을 받은 사람은 재검사를 해야 하며, 나중의 검사로 더 확실한 결과를 알 수 있다. 대부분의 판독불능 검사 결과를 받은 HIV 감염자의 경우 한달 후 재검 시 양성으로 판명될 가능성이 크다. 6개월 이후까지도 지속적으로 판독불능을 받는 경우, 웨스턴 블랏 검사 결과가 HIV 감염이 아닌 다른 요인에 의한 것으로 생각된다. 일반적으로 건강 상 리스크가 낮은 인구 집단에서 판독불능은 환자 5,000명 중 1명 꼴로 발생한다. 그러나 HIV-2가 유행하는 서아프리카 지역의 개개인들은 질병에 대한 노출이 고위험군에 속하기 때문에 웨스턴 블랏에서 판독불능은 HIV-2의 감염으로 볼 수 있다.
웨스턴 블랏에 쓰이는 HIV 단백질은 recombinant immunoblot assay (RIBA) 라 불리는 기술을 통해 만들어진 재조합 DNA에서 만들어진다.

### 신속검사 또는 point of care 검사
신속 항체 검사는 HIV 감염 진단을 보조하기 위한 point of care 검사용 질적 면역 검사법이다. 이 검사는 피검자의 임상 상태, 병력, 리스크 팩터를 고려하여 사용되어야 한다. 리스크가 낮은 인구집단을 대상으로 한 신속 항체 검사의 진양성, 진음성 값은 산정되지 않았다. 이 검사법은 신속 HIV 검사 결과의 통계적 확인을 위해 만들어진 적절한 멀티 테스트 알고리즘으로 사용되어야 한다.
만약 HIV 항체가 검출되지 않았다고 하더라도, 이는 검사 대상자가 HIV에 감염되지 않았다는 뜻은 아니다. HIV 감염 이후 항체가 검출 가능한 수준까지 생성되기까지 수 개월이 걸리 수 있으며, 그 전에 신속 검사를 하게 될 경우 HIV에 감염된 상태인지 확인 불가하다. 대다수의 사람들은 HIV를 진단할 수 있는 수준으로 항체가 생성되기까지 두 달에서 여섯달 정도 소요된다.
이 검사법은 매우 특이도가 높지만, 그럼에도 위양성이 생길 수 있다. 모든 양성 검사 결과는 실험실에서 웨스턴 블랏을 거친 후에 확실히 양성 판정을 받을 수 있다.

### 항체 검사의 해석
ELISA 항체 검사는 기증된 혈액이 HIV에 감염되지 않았는지 알아볼 수 있도록 매우 높은 신뢰성을 가지도록 설계되었다. 즉, ELISA 항체 검사에서 양성으로 나와 수혈이 거부된 혈액일지라도 이 혈액이 HIV에 실제로 감염되었다고 결론지을 수 없다는 점을 의미한다.  종종 몇달 뒤 기증자의 혈액을 재검사하였을 때, ELISA 항체 검사에서 음성이 나오기도 한다. 이 때문에 감염 여부에 대해 더 확실한 검증을 위해 최종 양성 판정을 내리기 전 웨스턴 블랏을 해야 한다.
드물게 HIV와 관련이 없는 요인에 의해 생기는 위양성 결과는 웨스턴 블랏보다 ELISA 검사에서 더 빈번하게 발생한다. 위양성운은 최근 앓은 급성 질병이나 알러지와 같은 의료적 컨디션과 연관되었을 수 있다. 1991년 가을에 위양성이 증가한 케이스의 경우 처음에는 독감 유행시기 인플루엔자 백신의 사용이 원인으로 지목되었으나, 추가 연구에서 몇 개의 특정하지 않은 테스트 키트의 교차반응성을 추적했다. 위 양성의 경우 건강 상 심각한 위험이 있다는 것을 지적하지 않는다. ELISA 검사가 웨스턴 블랏과 함께 시행될 경우, 위양성의 비율은 매우 낮아지고, 진단의 정확도는 높아진다.
HIV 항체 검사는 매우 민감도가 높고, 이는 검사 키트는 우선적으로 HIV 항체와 반응하지만 모든 양성이나 HIV ELISA 검사 결과가 판독불능인 검사대상자가 HIV에 감염됐음을 의미하지는 않는다는 뜻이다. 병력과 임상적인 판단이 정확한 판단을 위해 필요하며, 최종 확정을 위한 검사(웨스턴 블랏)이 시행되어야 한다. 판독 불능 검사 결과를 받은 경우는 이후 재검사가 필요하다.      

### HIV 진단검사의 정확도
최근 HIV 진단검사는 정확도가 매우 높다. HIV 스크리닝의 리스크와 이익을 모두 고려한 근거들이 2005년 US Preventive Service 태스크 포스팀에 의해 검토되었다. 검토 결과 아래와 같은 결론이 나왔다.
양성 확인을 확실시하는 웨스턴 블랏이나 형광염색검사를 동반한 효소 반응 면역어세이의 반복적인 수행은 여전히 HIV-1 감염 진단을 위한 표준 방법이다. 751 US 실험실에서 수행한 HIV 진단검사에 대한 광범위한 연구에서 효소 면역어세이는 99.7%의 민감도와 98.5%의 특이도를 가지고 있음이 보고되었고, 미국 내 혈액 기증자에 대한 연구에서 99.8%의 특이도 또는 99.99% 이상의 특이도를 보였다. 최종 확인을 위한 웨스턴 블랏과 병행하여 진행할 경우, 위양성은 25만명 중 1명 꼴로 발생률이 낮아졌다. 
비용이 높지 않은 효소 면역어세이를 통한 진단 검사의 특이도는 건강한 성인 천 명에서 15명 꼴로 위양성이 발생함을 시사한다. 결과의 정확도를 높이기 위해 최종 확인을 위한 추가 테스트를 시행할 경우(가능하다면 여러번 테스트를 반복하는 방식을 통해) 위양성률을 25만명 중 한 명 꼴로 낮출 수 있다.  비슷하게 민감도는 천 명의 HIV 감염자 중 3명이 위음성이 나오는 것으로 밝혀졌다. 하지만 미국 내 진단 센터에서 HIV 유병률을 고려하면, 음성 예측 값은 매우 높으며 음성 1만 건 중 9,997 건 이상이 진짜 음성으로 나오는 정도의 정확도이다. 이 검사에서 매우 높은 음성 예측값은 음성 결과를 최종적으로 피험자가 HIV를 가지고 있지 않다고 결론지어도 된다는 CDC 권고의 근거가 된다.
이 수치는 검사 인원의 수에 따라 다양하다. 이는 의학적인 진단 결과의 해석이 질병을 가지고 있거나 혹은 가지고 있지 않다고 개개인이 생각하는 사전 가능성이나 초기 믿음에 따라 달라지기 때문이다. 일반적으로 검사 집단 혹은 검사 장소의 유병률에 따라 질병의 가능성을 예측한다. HIV 검사를 포함해 모든 검사에서 양성 예상값이나 음성 예상 값은 개개인의 질병 유무에 대한 기준을 결정하는 테스트 방법의 정확도뿐 아니라 사전 가능성도 고려되어야 한다. (이는 사후 확률로도 알려져 있다.) 양성 테스트 결과가 HIV 감염을 알려준다면 이는 집단 내 HIV 감염자 수가 늘었음을 알려준다.  반대로 음성 예측값은 HIV 유병률이 낮아졌음을 보여준다. 즉, 적절한 보호가 없이 익명의 파트너와 항문 성교를 빈번하게 하는 등의  고위험군 집단에서 양성 결과는 무상으로 헌혈을 하는 집단과 같은 저위험군에 비해 HIV 감염에 대한 더 정확하게 보여줄 수 있다.
많은 연구들은 최근 미국 내 HIV 진단 방법은 평범한 연구 집단 내 위양성률이 0.0004에서 0.0007, 위음성률이 0.003로 나올 정도로 매우 정확하다고 평가하고 있다.

## 항원 검사
p24 항원검사는 HIV 바이러스의 캡시드 단백질인 p24 단백질 (CA라고도 알려짐)을 검출한다.  샘플 내 p24가 있을 경우, p24에 특이적인 단일클론항체를 혈액과 섞는다. 혈액 내 p24 단백질이 있을 경우, p24 단백질이 단일클론항체와 반응하고 단일 클론 항체에 연결된 효소가 색변화를 유발한다.

잠복기 내 위음성을 최소화하는 것이 목적이기 때문에 미국과 유럽의 경우 기증된 혈액을 스크리닝 하는 과정에 더 이상 일반적인 방법으로 쓰이지는 않는다. 핵산 테스트(NAT)가 이러한 목적에 더욱 효과적이며, NAT를 할 경우 p24 항원 검사를 하지 않는다.

p24 항원 수치가 항체 대비 감염 후 바로 수치가 올라가기 때문에 p24 항원 검사는 일반적으로 HIV의 조기 검진에 이용된다.

## 비판

### 경구 검사
2005년 급속 경구 HIV 검사로 위양성률이 증가하자, 뉴욕시 보건정신위생부는 반응성 결과 이후 웨스턴 블랏 검사를 사용하여 양성 결과를 확인하기 전에 손가락 스틱 전혈을 검사할 수 있는 옵션을 추가했다. 2007년 말과 2008년 초에 뉴욕 DOHMH STD 클리닉에서 위 양성 반응이 더 증가한 이후, 클리닉들은 더 이상의 구강 검진을 중단하기로 선택했고 대신에 손가락-스틱 전혈을 사용한 검사를 다시 시행했다. NYC DOHMH에서 위양성 반응이 증가했음에도 불구하고 CDC는 보건 클리닉에서의 인기와 사용 편의성 때문에 비침습 경구액 검체의 사용을 계속 지원하고 있다. 시애틀 킹 카운티의 공중 보건 HIV 통제 프로그램 책임자는 오라퀵이 비슷한 진단 테스트에 감염된 것으로 밝혀진 133명 중 최소 8%를 발견하지 못했다고 보고했다. 반응성 OraQuick 검사 결과는 예비 양성 반응이므로 검사 수단(전혈침, 손가락 스틱 전혈 또는 경구 점액 투과액)에 관계없이 항상 확인 테스트가 필요하다.  위 양성 반응이 급증하지 않은 몇몇 다른 검사 사이트들은 OraSure의 OraQuick HIV 항체 테스트를 계속 사용하고 있다.

### AIDS 거부주의
HIV 검사는 AIDS 거부론자들(HIV가 존재하지 않거나 무해하다고 믿는 특정 집단)에 의해 비판되어 왔다. 혈청학적 검사의 정확성은 HIV의 분리 및 배양을 통해 확인되었으며, 미생물학에서 널리 인정되는 표준인 PCR에 의한 HIV RNA 검출을 통해 확인되었다. AIDS 거부론자들은 HIV 검사의 개별 구성 요소에 초점을 맞추고 있지만, 위에서 설명한 바와 같이 ELISA와 HIV 진단에 사용되는 웨스턴 블랏의 조합은 매우 낮은 위양성 및 음성 비율을 가지기 때문에 매우 정확하다. AIDS 거부론자들의 견해는 대부분 시대에 뒤떨어진 과학 논문들에 대한 선별적 분석에 기초하고 있다; HIV가 AIDS의 원인이라는 광범위한 과학적 합의가 있다.

## 부정확한 검사
우편 주문이나 인터넷을 통해 일반 대중에게 판매되는 부정 검사 사례가 다수 있었다. 1997년, 캘리포니아의 한 남성이 가정 검사 키트를 판매한 혐의로 우편 사기 혐의로 기소되었다. 2004년, 미국 연방 무역 위원회는 Federal Express와 미국 세관에 BC, 밴쿠버의 Gregory Stephen Wong이 제작한 가정 HIV 검사 키트의 운송을 몰수할 것을 요청했다. 2005년 2월, 미국 FDA는 캐나다 몬트리올의 Globus Media에 의해 판매된 신속 HIV 검사 키트와 기타 가정용 키트를 사용하지 말라는 경고를 발표했다.